# Weg van België
Weg van België is een docu-roadmovie over separatisme en de eenheid van België, uitgezonden op Canvas op 12 maart 2007.
In Weg van België reizen journalist Marc Reynebeau (De Standaard) en politicus Bart De Wever (N-VA), twee historici, door België om de Waalse en Vlaamse eigenheid, tegenstellingen en conflicten te onderzoeken.
De uitzending haalde 315.000 kijkers, een marktaandeel van 11,1% en een waardering van 8.0.